# Anhua, Sichuan
Anhua (kinesiska: 安化乡, 安化) är en socken i Kina. Den ligger i provinsen Sichuan, i den sydvästra delen av landet, omkring 250 kilometer öster om provinshuvudstaden Chengdu. Antalet invånare är 8 014. Befolkningen består av 3 849 kvinnor och 4 165 män. Barn under 15 år utgör 16,0 %, vuxna 15-64 år 68 %, och äldre över 65 år 14,0 %.
Genomsnittlig årsnederbörd är 1 545 millimeter. Den regnigaste månaden är september, med i genomsnitt 280 mm nederbörd, och den torraste är december, med 8 mm nederbörd.